# Marjan
Marjan (bułg. Марян) – wieś w Bułgarii, w obwodzie Wielkie Tyrnowo, w gminie Elena. W 2024 roku liczyła 80 mieszkańców.